# Binnengliederung
Die Binnengliederung bezeichnet in der Gruppenpsychologie die Aufteilung einer Gesamtgruppe in zwei oder mehrere Untergruppen, deren Mitglieder eine quantitativ häufigere und qualitativ intimere Kommunikation miteinander haben als mit den Mitgliedern anderer Untergruppen. Das Konzept wurde vor allem in der Psychologie der DDR bzw. der Sowjetunion verwendet.
Die Mindestgröße der Gesamtgruppe für eine Binnengliederung beträgt vier Personen. Die Binnengliederung bildet keinen statischen Zustand. Zwischen den Untergruppen findet eine Fluktuation statt. Eine zur Aufgabenbewältigung oder zur Arbeitsteilung notwendige Binnengliederung wird in der Literatur „formelle Gruppe“ genannt.
Eine sympathiebedingte Binnengliederung wird als „informelle Gruppe“ bezeichnet. Eine nach Makarenko regelhafte Binnengliederung in Gruppen enthält die Untergruppen „Kern“ oder „Aktiv“, „Reserve“ oder „gesundes Passiv“ und „Rest“ oder „Passiv“, das aus aktiven und passiven Außenseitern besteht.
Nach Hans Hiebsch (1922–1990) resultiert die Binnengliederung aus dem Wechselwirkungsverhältnis verschiedener Faktoren. Er unterscheidet einen Hauptfaktor „Gruppentätigkeit“, der einerseits das Verhältnis von Aktivität, Produktivität und Intimität und andererseits das von Gruppengröße, -dauer, Kommunikationsfrequenz bezogen auf die Dauer, die Ordnung und die Intimität der Kommunikation bestimmt.
Werden Häufigkeit, Dauer und Intimität der Kommunikation innerhalb der Untergruppen immer größer und die zu anderen Mitgliedern immer kleiner, dann führt die Binnengliederung zur Stabilisierung zweier oder mehrerer selbständiger Gruppen. Nach Makarenko setzt dieser Vorgang etwa bei einer Gruppengröße von mehr als fünfzehn Mitgliedern ein.